# Sharonville
Sharonville ist eine City im Butler County und im Hamilton County im US-Bundesstaat Ohio. Das U.S. Census Bureau ermittelte bei der Volkszählung 2020 eine Einwohnerzahl von 14.117.

## Geschichte
Die ersten Siedler erreichten das Gebiet des heutigen Sharonville zwischen 1788 und 1792. 1791 kaufte Henry Runyan erste Landstücke. Die neue Siedlung bekam den Namen Sharon, benannt nach einer kleinen Stadt in Pennsylvania benannt und in 71 Grundstücke für insgesamt 47 Siedler aufgeteilt.
1872 wurde Sharon ans Eisenbahnnetz angeschlossen, bevor der Ort 1876 in Sharonville umbenannt, da es zu Konflikten mit einer anderen Stadt namens Sharon im östlichen Ohio gekommen war. 1962 lebten insgesamt 5000 Menschen in Sharonville, woraufhin die Stadt das Stadtrecht verliehen bekam. Heute leben mehr als 13.800 Menschen in Sharonville.

## Wirtschaft und Infrastruktur

### Bildung
Sharonville gehört zum Princeton City School District und beherbergt die Princeton High School.

### Wirtschaft
In Sharonville gibt es insgesamt etwa 1200 Unternehmen, darunter 21 Motels, 50 Restaurants und 20 Bürohäuser.

## Persönlichkeiten
- Carmen Electra (* 1972), Model und Schauspielerin (in Sharonville geboren)
- Tony Snow (1955–2008), Pressesprecher im Weißen Haus (besuchte die Schule in Sharonville)
- Spencer Ware (* 1991), American-Football-Spieler (in Sharonville geboren)